# Jim Gillespie
Jim Gillespie (Glasgow, 1960) è un regista scozzese.

## Biografia
Dopo varie esperienze televisive per la TV britannica, negli anni novanta dirige un paio di video per la pop band britannica Deacon Blue.
Col successo del cortometraggio thriller Joyride, ha la possibilità nel 1997 di mettere in scena il conosciuto So cosa hai fatto  su sceneggiatura di Kevin Williamson e con un ricco cast di giovani divi americani. Segue il thriller claustrofobico D-Tox (2002) con Sylvester Stallone e l'horror teen movie Venom (2005) con Agnes Bruckner.

## Filmografia

### Cinema
- Joyride - cortometraggio (1995)
- So cosa hai fatto (I Know What You Did Last Summer) (1997)
- D-Tox (2002)
- Venom (2005)
- Take Down (2016)

### Televisione
- Capital Lives – serie TV, episodio 1x04 (1994)
- Cardiac Arrest – serie TV, 4 episodi (1995)
- Shooting Gallery – serie TV, episodio 1x01 (1995)
- Ghostbusters of East Finchley – serie TV, episodio 1x01 (1995)
- The Legacy – film TV (2002)
- The Family Firm – film TV (2011)